# Glyphonyx
Glyphonyx is een geslacht van kevers uit de familie  
kniptorren (Elateridae).
Het geslacht is voor het eerst wetenschappelijk beschreven in 1863 door Candèze.

## Soorten
Het geslacht omvat de volgende soorten:
- Glyphonyx aberdarensis Fleutiaux
- Glyphonyx aberrans Candèze
- Glyphonyx accedens Candèze
- Glyphonyx acristatus Vats & Chauhan, 1992
- Glyphonyx acuminatus Fleutiaux, 1942
- Glyphonyx africanus Schwarz, 1896
- Glyphonyx ami Kishii, 1991
- Glyphonyx angulatus Champion, 1896
- Glyphonyx antennalis Fleutiaux, 1918
- Glyphonyx antiquus Candèze, 1881
- Glyphonyx apayao Kishii, 1991
- Glyphonyx arisanus Miwa, 1931
- Glyphonyx atayal Kishii, 1991
- Glyphonyx attonitus Candèze, 1897
- Glyphonyx bauensis Ôhira, 1973
- Glyphonyx bicolor Candèze, 1895
- Glyphonyx bimarginatus Schaeffer, 1916
- Glyphonyx birmanicus Fleutiaux, 1942
- Glyphonyx bivittatus Candèze, 1863
- Glyphonyx brevicollis Champion, 1896
- Glyphonyx brevis Fleutiaux, 1940
- Glyphonyx brevistylus Smith & Balsbaugh, 1984
- Glyphonyx brunneipennis Miwa, 1931
- Glyphonyx cadierei Fleutiaux, 1940
- Glyphonyx carinifrons Candèze, 1893
- Glyphonyx castaneus Miwa, 1931
- Glyphonyx championi Smith & Balsbaugh, 1984
- Glyphonyx chiapasensis Zaragoza Caballero, S, 1990
- Glyphonyx chipenensis Kishii, 1994
- Glyphonyx cinctus (Champion, 1896)
- Glyphonyx cordieri Fleutiaux, 1940
- Glyphonyx cruciellus Erichson, 1842
- Glyphonyx cuneatus Champion, 1896
- Glyphonyx dalopioides Nakane, 1959
- Glyphonyx depremerus Vats & Chauhan, 1992
- Glyphonyx depressus Champion, 1896
- Glyphonyx dimidiatus Schwarz, 1902
- Glyphonyx dirrhagoides Fleutiaux, 1940
- Glyphonyx dissimilis Candèze, 1897
- Glyphonyx dorsalis Candèze
- Glyphonyx drapetoides Fleutiaux, 1940
- Glyphonyx dubius Schaeffer, 1916
- Glyphonyx dugesi Candèze, 1893
- Glyphonyx ebeninus Champion, 1896
- Glyphonyx elegans Fleutiaux, 1940
- Glyphonyx erraticus Candèze, 1875
- Glyphonyx esakii Miwa, 1934
- Glyphonyx exilis Kishii, 1991
- Glyphonyx falsus (Candèze, 1897)
- Glyphonyx fasciatus Champion, 1896
- Glyphonyx feneus Candèze, 1897
- Glyphonyx ferrugineus Schwarz
- Glyphonyx ferruginosus Schaeffer, 1916
- Glyphonyx flavicollis Kishii, 1991
- Glyphonyx fleutiauxi Ôhira, 1973
- Glyphonyx flohri Champion, 1896
- Glyphonyx formosanus Ôhira, 1972
- Glyphonyx frequens Fleutiaux, 1942
- Glyphonyx frontalis Candèze
- Glyphonyx fuscicollis Kishii, 1991
- Glyphonyx fusculus Erichson, 1842
- Glyphonyx gagates Fleutiaux, 1940
- Glyphonyx gestroi Candèze
- Glyphonyx godavariensis Ôhira & Becker, 1972
- Glyphonyx gracilis Smith & Balsbaugh, 1984
- Glyphonyx gregarius Schwarz
- Glyphonyx grossus Kishii, 1994
- Glyphonyx gundlachii Candèze, 1863
- Glyphonyx gunonganus Ôhira, 1973
- Glyphonyx haterumarum Ôhira, 1968
- Glyphonyx helix Smith & Balsbaugh, 1984
- Glyphonyx housaii Kishii, 1991
- Glyphonyx ihai Ôhira, 1968
- Glyphonyx illepidus Candèze, 1873
- Glyphonyx inconsultus Candèze, 1893
- Glyphonyx inquinatus (Say, 1834)
- Glyphonyx intermedius Fleutiaux, 1940
- Glyphonyx iriomotensis Miwa, 1934
- Glyphonyx kankaui Miwa, 1931
- Glyphonyx kintaroui Kishii, 1991
- Glyphonyx kishiii Ôhira, 1968
- Glyphonyx knulli Smith & Balsbaugh, 1984
- Glyphonyx koshikiensis Ôhira, 2003
- Glyphonyx kulashi Smith & Balsbaugh, 1984
- Glyphonyx kuni Platia & Schimmel, 2007
- Glyphonyx kurosawai Nakane & Kishii, 1958
- Glyphonyx laszlorum Platia & Schimmel, 2007
- Glyphonyx laticollis Champion, 1896
- Glyphonyx latiusculus Schwarz
- Glyphonyx littoralis Fleutiaux, 1902
- Glyphonyx liukuiensis Kishii, 1989
- Glyphonyx longicornis Kishii, 1989
- Glyphonyx longipennis Ôhira, 1966
- Glyphonyx longulus Miwa, 1930
- Glyphonyx maai Ôhira, 1973
- Glyphonyx makiharai Ôhira, 1973
- Glyphonyx malaisei Fleutiaux, 1942
- Glyphonyx marginalis Kishii, 1994
- Glyphonyx matobai Kishii, 1974
- Glyphonyx mimeticus Horn, 1874
- Glyphonyx minicollis Ôhira, 1973
- Glyphonyx minimus Champion, 1896
- Glyphonyx montanus Fleutiaux, 1902
- Glyphonyx montivagus Fleutiaux, 1942
- Glyphonyx multus Fleutiaux, 1940
- Glyphonyx muneaka Kishii, 1991
- Glyphonyx nanus Fleutiaux, 1940
- Glyphonyx nanus Smith & Balsbaugh, 1984
- Glyphonyx nepalensis Ôhira & Becker, 1972
- Glyphonyx nigritus Candèze, 1878
- Glyphonyx nigrus Steinheil, 1875
- Glyphonyx nitidicollis Kishii, 1991
- Glyphonyx nomurai Ôhira, 1968
- Glyphonyx oblongus Fleutiaux, 1940
- Glyphonyx oiwakensis Kishii, 1991
- Glyphonyx okinawanus Chûjô, 1959
- Glyphonyx paiwan Kishii, 1991
- Glyphonyx pallens Fleutiaux, 1940
- Glyphonyx pallidipes Miwa, 1934
- Glyphonyx pallidulus Candèze, 1863
- Glyphonyx pallipes Fleutiaux, 1940
- Glyphonyx parallelaris Kishii, 1991
- Glyphonyx parallelus Champion, 1896
- Glyphonyx perroti Fleutiaux, 1940
- Glyphonyx posticus Candèze, 1875
- Glyphonyx praecox Erichson, 1842
- Glyphonyx praevius Erichson, 1842
- Glyphonyx propinquus Champion, 1896
- Glyphonyx punctatus Becker, 1963
- Glyphonyx quadraticollis Champion, 1896
- Glyphonyx quadricollis Fleutiaux, 1940
- Glyphonyx quadrinotatus Champion, 1896
- Glyphonyx quietus (Say, 1839)
- Glyphonyx ranauensis Ôhira, 1973
- Glyphonyx rasariti Ôhira & Becker, 1972
- Glyphonyx recticollis Say, 1823
- Glyphonyx recticollis (Say, 1823)
- Glyphonyx rhopalacanthus Smith & Balsbaugh, 1984
- Glyphonyx rubiginosus Kishii, 1991
- Glyphonyx rubricollis Miwa, 1928
- Glyphonyx rubricus Candèze
- Glyphonyx ruficaudis Candèze
- Glyphonyx rufithorax Kishii, 1991
- Glyphonyx rugipennis Champion, 1896
- Glyphonyx sarikeiensis Ôhira, 1973
- Glyphonyx sauteri Miwa, 1931
- Glyphonyx scabiusculus Chevrolat, 1867
- Glyphonyx scutellecrista Vats & Chauhan, 1992
- Glyphonyx shibatai Ôhira, 1968
- Glyphonyx shirouzuanus Kishii, 1991
- Glyphonyx similis Fleutiaux, 1940
- Glyphonyx striatus Schwarz, 1902
- Glyphonyx subopacus Candèze
- Glyphonyx superbus (Zayas, 1988)
- Glyphonyx suturalis Candèze, 1902
- Glyphonyx taiwan Kishii, 1991
- Glyphonyx taiwanus Kishii, 1991
- Glyphonyx takasago Kishii, 1989
- Glyphonyx tamurai Kishii, 1985
- Glyphonyx teapensis Champion, 1896
- Glyphonyx tenompokensis Ôhira, 1973
- Glyphonyx tenuis Champion, 1896
- Glyphonyx testaceus (Melsheimer, 1845)
- Glyphonyx thoracicus Fleutiaux, 1918
- Glyphonyx tonkinensis Fleutiaux, 1940
- Glyphonyx truncatus Fleutiaux, 1942
- Glyphonyx uedai Kishii, 1977
- Glyphonyx variatus Candèze, 1894
- Glyphonyx vittatus Champion, 1896
- Glyphonyx vunun Kishii, 1991
- Glyphonyx yona Kishii, 1996
- Glyphonyx yonaguni Kishii, 1974
- Glyphonyx yoshimotoi Ôhira, 1971
- Glyphonyx yuwancola Ôhira, 1971
- Glyphonyx zonatus Candèze, 1878